# Renault 11 CV

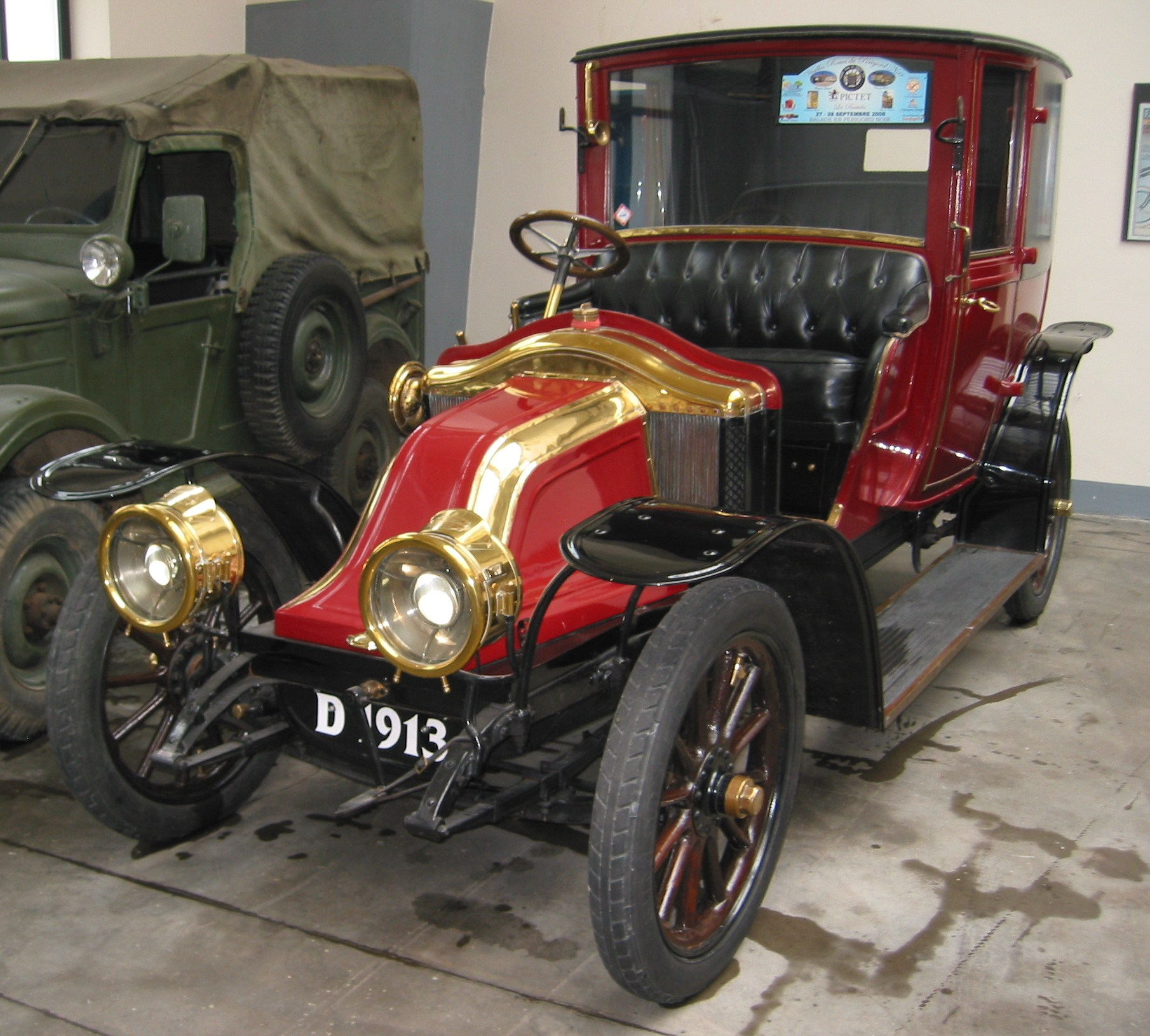
Renault Type DM

Der Renault 11 CV war eine Pkw-Modellreihe des französischen Automobilherstellers Renault aus der Zeit vor dem Zweiten Weltkrieg. Dabei stand das CV für die Steuer-PS. Zu dieser Modellreihe gehörten:
- Renault Type CQ (1912–1913)
- Renault Type DM (1913–1914)